# Chiesa di Sant'Anna (Moena)
La chiesa di Sant'Anna è una chiesa sussidiaria nella frazione di Medil a Moena. Rientra nella zona pastorale di Fiemme e Fassa dell'arcidiocesi di Trento e risale al XVIII secolo.

## Storia

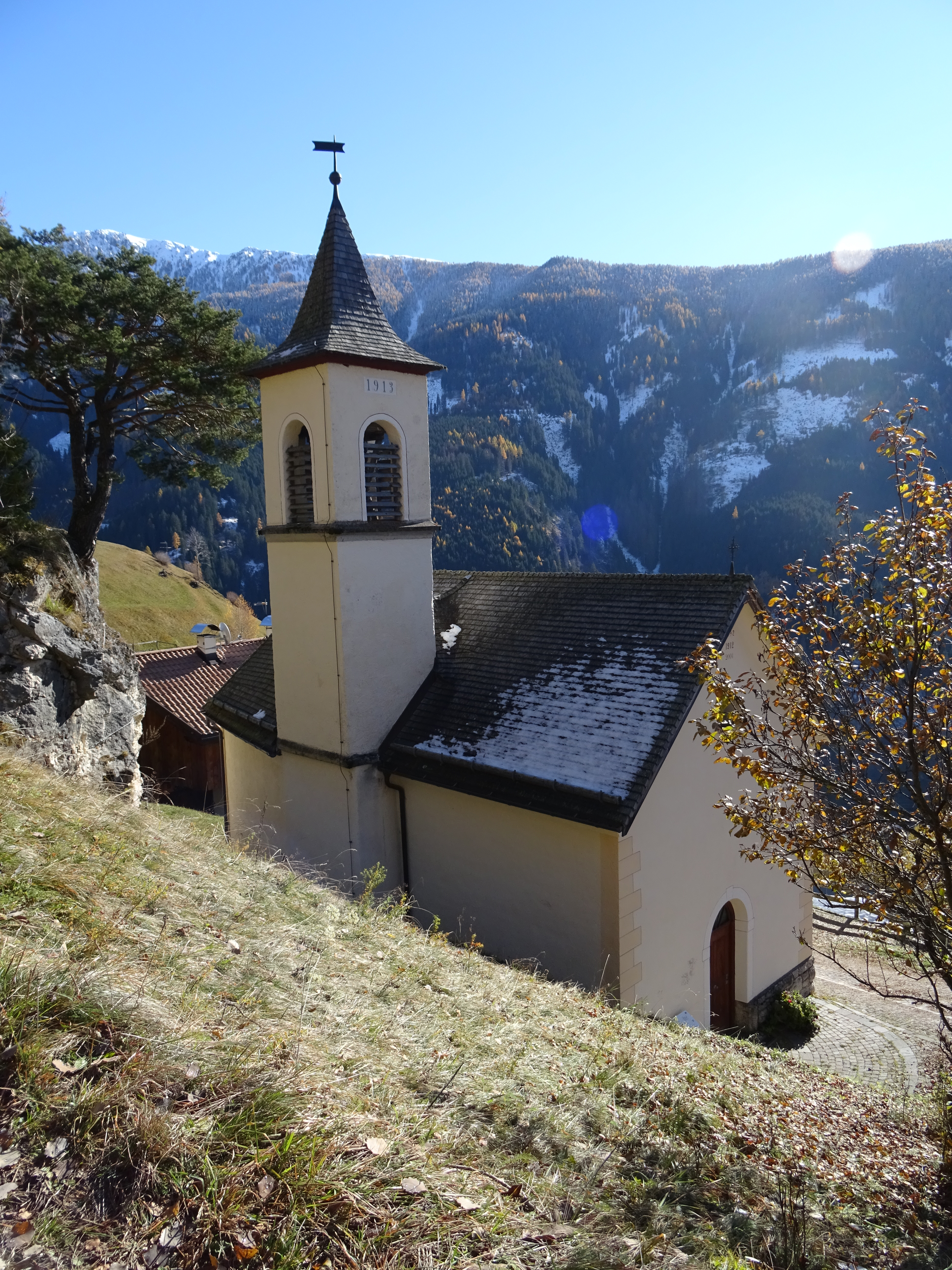
Chiesa e campanile.

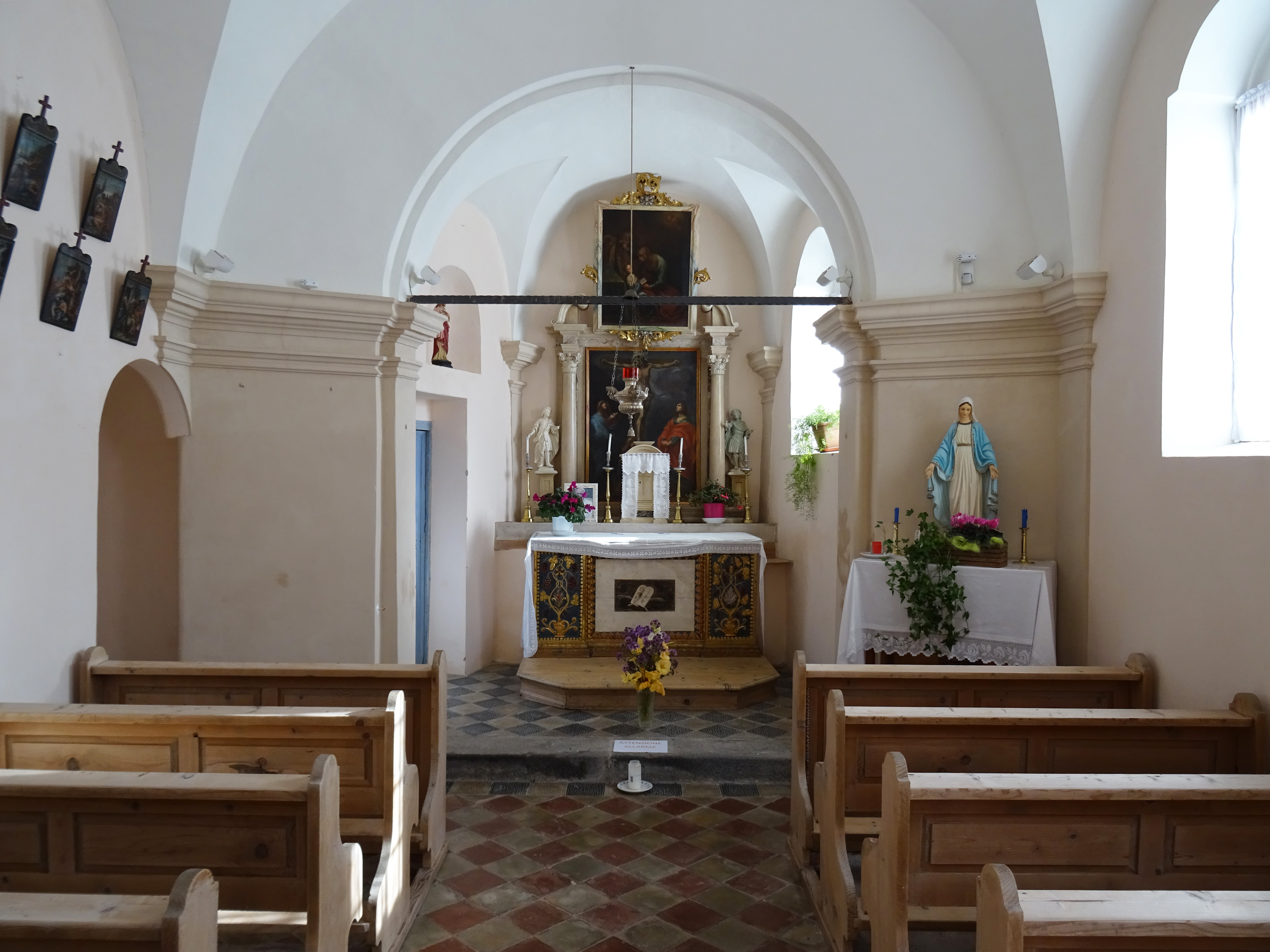
Interno

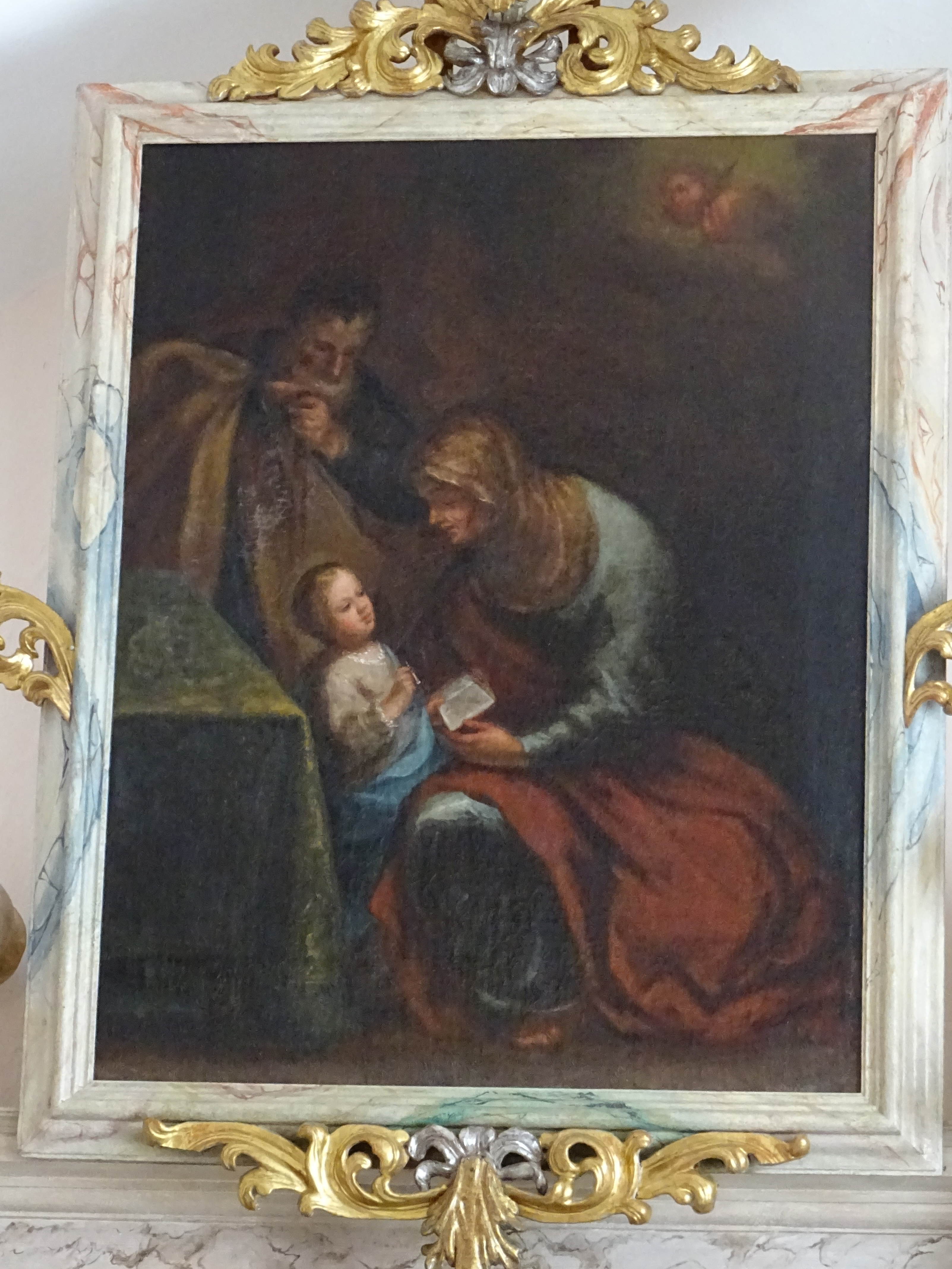
Dipinto raffigurante l'educazione di Maria sopra l'altare.

Come viene riportato in alto, sulla facciata, la chiesa è stata eretta nel 1742 e nel 1747 ha ricevuto la benedizione.
All'inizio del secondo decennio del XX secolo, (nel 1912, data riportata sulla facciata) venne posato il pavimento nella navata e nel 1913 venne edificata la torre campanaria.
Gli ultimi interventi di restauro conservativo si sono avuti nel 2004 e anche questa data è ricordata sulla facciata.

## Descrizione

### Esterni
L'edificio è stato eretto nella parte nord-ovest dell'abitato di Medil e mostra orientamento verso est. La facciata a capanna è semplice con due spioventi. Il portale è con arco a tutto sesto ed è sormontato in asse dalla piccola finestra a lunetta. La torre campanaria si trova in posizione arretrata sulla sinistra, sul lato a monte. La cella si apre con quattro finestre a monofora e si conclude con la cuspide a forma di piramide a base quadrata che si assottiglia verso l'altro. La copertura della chiesa e della torre è in scandole di legno.

### Interni
La navata interna è unica con volta a botte. La parte absidale è leggermente rialzata. Sull'altare maggiore la pala è duplice e sovrapposta e la tela superiore raffigura l'Educazione di Maria. Nella piccola sala si conservano altri dipinti attribuiti a Giovanni Felicetti oltre ad un'interessante Via Crucis.